# 橋谷博
橋谷 博（はしたに ひろし、1930年12月7日 - ）は日本の化学者。島根大学名誉教授。理学博士（京都大学）。

## 経歴
京都府京都市生まれ。1953年に立命館大学理工学部化学科卒業、同年助手。1958年、日本原子力研究所研究員。1982年、公募に応じ、島根大学理学部化学科（現・総合理工学部物質科学科）教授。「地方の人も物もない大学で教鞭をとりたい｣のだったという。分析化学教室において、フィールドワークを旨とし、自ら潜水士免許を取得し宍道湖・中海の水質調査を行い、「源五郎｣の愛称で呼ばれ、本人も名刺に「潜水士　源五郎｣と記していたという。
1964年、理学博士（京都大学）。学位論文の題は「Analysis of various kinds of uranium base alloys using extraction-photometric method 」。 
定年退官後、松江市で「気象湖沼学研究室」を主宰する。この頃、人気番組「探偵!ナイトスクープ」に出演する。「宍道湖に、嫁が島に歩いてわたれる水中参道があると言うので渡ってみたい」という依頼への、案内役としてであった。1999年茨城県に転居。80歳近い今日も講演活動を行っているようであり、「自然への畏怖を体現する｣として、神職の白装束をまとうなど、そのユニークなスタイルで人気がある。

## 関連事項
- 環境問題
- ダイオキシン
- 嘉田由紀子
- 中西準子
- 大浦留市‐橋谷が在籍していた満州吉林中学の初代校長。橋谷曰く「人生の師」。

## 著書
- 『源五郎のいずも風土記』松江今井書店、1996年11月。ISBN 4-89593-016-5。